# Batalla de Gnila Lipa
La batalla de Gnila Lipa va tenir lloc al principi de la primera Guerra mundial el 29 i 30 d'agost de 1914, quan l'Exèrcit Imperial rus va envair Galítsia i va atacar els defensors, l'exèrcit austrohongarès. Va formar part d'una sèrie més gran de batalles conegudes col·lectivament com la campanya de Galítzia. La batalla va acabar en una derrota de les forces austrohongareses, perdent la ciutat de Lviv.

## Ubicació
La batalla és anomenada així per un riu d'Ucraïna Occidental, una regió històrica de Galítsia. És un afluent del Dnièster anomenat Hnyla Lypa (en polonès: Gnila Lipa).

## Resum
La contraofensiva inicial austrohongaresa contra els invasors en el del nord de Galítsia va ser un èxit, obtenint victòries en les batalles de Kraśnik i de Komarów, en part perquè l'Exèrcit rus esperava l'atac principal prop de Lviv i hi havia concentrat les seves forces allà.
Tanmateix, quan el tercer exèrcit austrohongarès sota el comandament de Rudolf von Brudermann va avançar el 26 d'agost amb el seu tres cossos d'exèrcit (XII, III i XI), va trobar-se amb un gran exèrcit rus format amb vuit cossos del tercer i vuitè exèrcits. Lluitant en el riu Zlota Lipa, els austríacs superats en nombre van ser aviat derrotats, i al final del dia eren en retirada. El grup d'exèrcit Kövess també va patir una derrota prop de Brzezny, encara que va aconseguir escapar malgrat ser gairebé envoltat pel vuitè exèrcit d'Aleksei Brussílov.
Franz Conrad von Hötzendorf va ordenar una línia nova de defensa establerta en el riu Gnila Lipa. Els russos van necessitar dos dies per reagrupar les seves tropes, cosa que va permetre els austríacs retrocedir i recuperar-se. Hötzendorf encara esperava mantenir la iniciativa, i va ordenar el tercer cos austríac atacar els russos prop de Peremyxliany. Malauradament per ell, les forces russes allà comptaven amb 292 batallons amb 1.304 peces d'artilleria, contra el tercer cos austríac amb 115 batallons i només 376 canons de campanya. L'atac austríac va ser fàcilment contestat, i un massiu contraatac rus va destrossar les línies austríaques. Kövess també va fallar per aturar una força russa superior prop de Rohatyn. Les forces austríaques van retrocedir a Lviv, havent patit 20.000 baixes i perdent 70 dels seus canons. La fortalesa de Lviv va caure en mans dels russos el 3 de setembre. El segon exèrcit austríac d'Eduard von Böhm-Ermolli va venir de seguida des del front serbi, i el seu setè cos va arribar a temps per impedir un esfondrament austríac complet a Galítsia.